# صومعه سنت برنابا

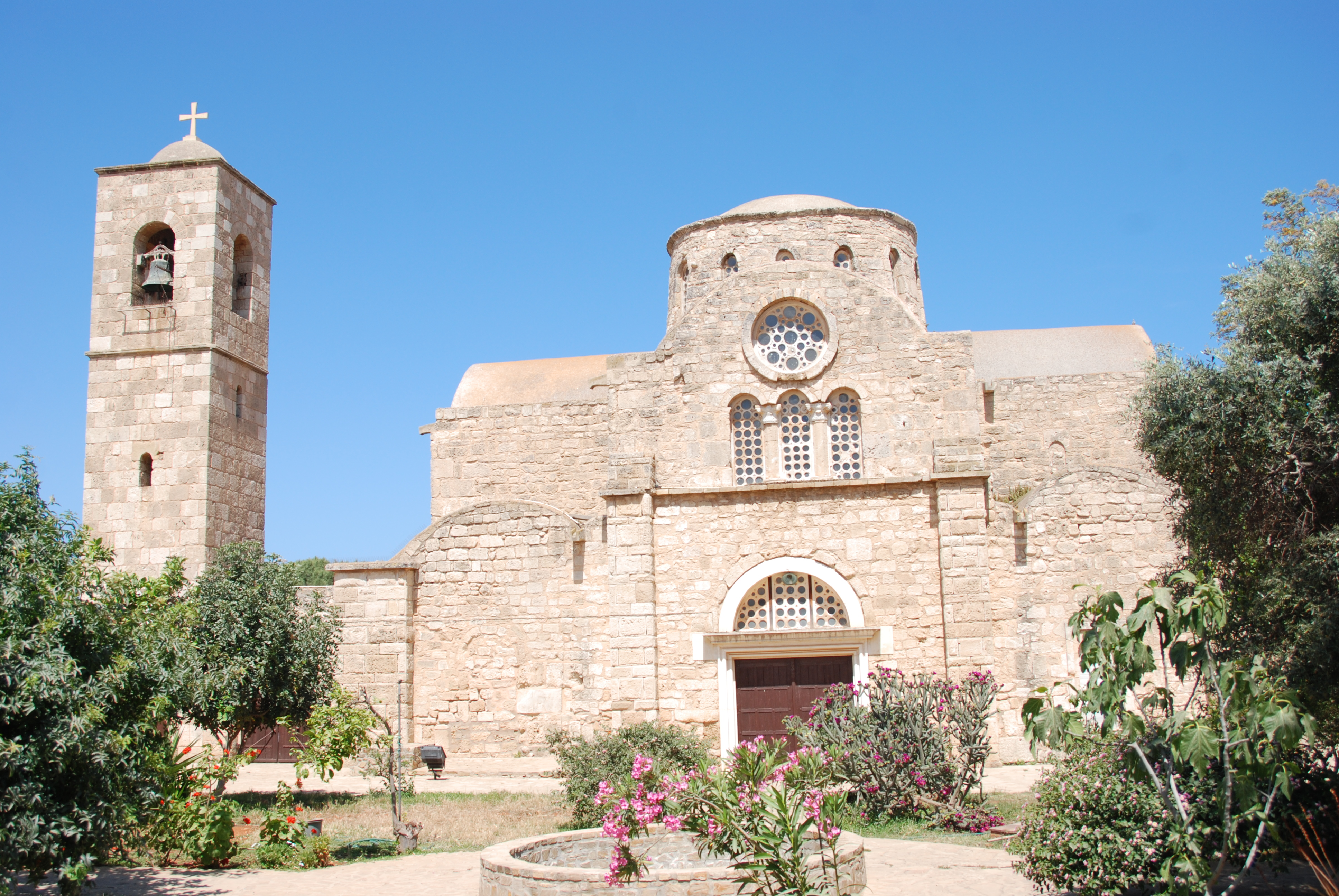
کلیسا امروز

صومعه سنت بارناباس (آیوس بارناباس ) کلیسایی در جزیره قبرس بود که در ۲ کیلومتر (۱٫۲ مایل)  غرب کنستانتیا قرار داشت.  این سازه امروزه در قبرس شمالی قرار دارد و به عنوان یک موزه عمل می کند. 